# پیرازول
پیرازول (به انگلیسی: Pyrazole) یک ترکیب شیمیایی با شناسه پاب‌کم ۱۰۴۸ است. 
این ترکیب از واکنش تراکمی ۱،۳-دی‌کتون‌ها با هیدرازین بدست می‌آید. 